# ۸۲۳ (خورشیدی)
۸۲۳ هشتصد و بیست و سومین سال هجری خورشیدی است.